# Freakbeat
Genres dérivés
Rock psychédélique, glam rock, heavy metal, punk rock
Le freakbeat est une expression employée pour désigner un style de rock 'n' roll en vogue à la fin des années 1960 en Angleterre,.

## Histoire
Le terme est inventé dans les années 1980 par le journaliste musical Phil Smee. Au départ utilisé par les collectionneurs mais aujourd'hui relativement répandu il désigne les groupes obscurs de rock anglais apparus aux alentours de 1966 à la croisée entre le british beat (mersey, mod, r&b) déclinant et la musique psychédélique naissante. Les formations qualifiées de freakbeat ont un son marqué par les influences de leurs ainés anglais tels que les Kinks, Rolling Stones, Yardbirds et surtout The Who, auxquelles ils ajoutent les expérimentations sonores offertes par les studios (feedback, échos, phaser, et fuzztones, notamment),. Il en résulte une musique plus brutale et moins policée que celle proposée par la majorité des groupes de british beat. Pour autant il est difficile de définir un réel profil type de la formation freakbeat, il s'agit plus d'un ensemble disparate de groupes animés d'une certaine sauvagerie qu'elle soit tournée vers le jeu des instruments ou l'usage des possibilités des studios.

## Groupes représentatifs
Les formations les plus importantes généralement associées au freakbeat : The Sorrows, The Birds, The Smoke, The Creation, The Syndicats, The Primitives, The Attack, The Pretty Things, The Flies, The Syn, The Majority, The Poets, The Timebox, The Human Instinct, The Seeds, The Score, The Small Faces, The Beatstalkers, et New Breed.